# د ویکسن
د ویکسن (به انگلیسی: The Vixen) (زاده ۱۱ دسامبر ۱۹۹۰) با نام اصلی آنتونی تیلور زن‌پوش، موسیقی‌دان آمریکایی است.